# Drogeria

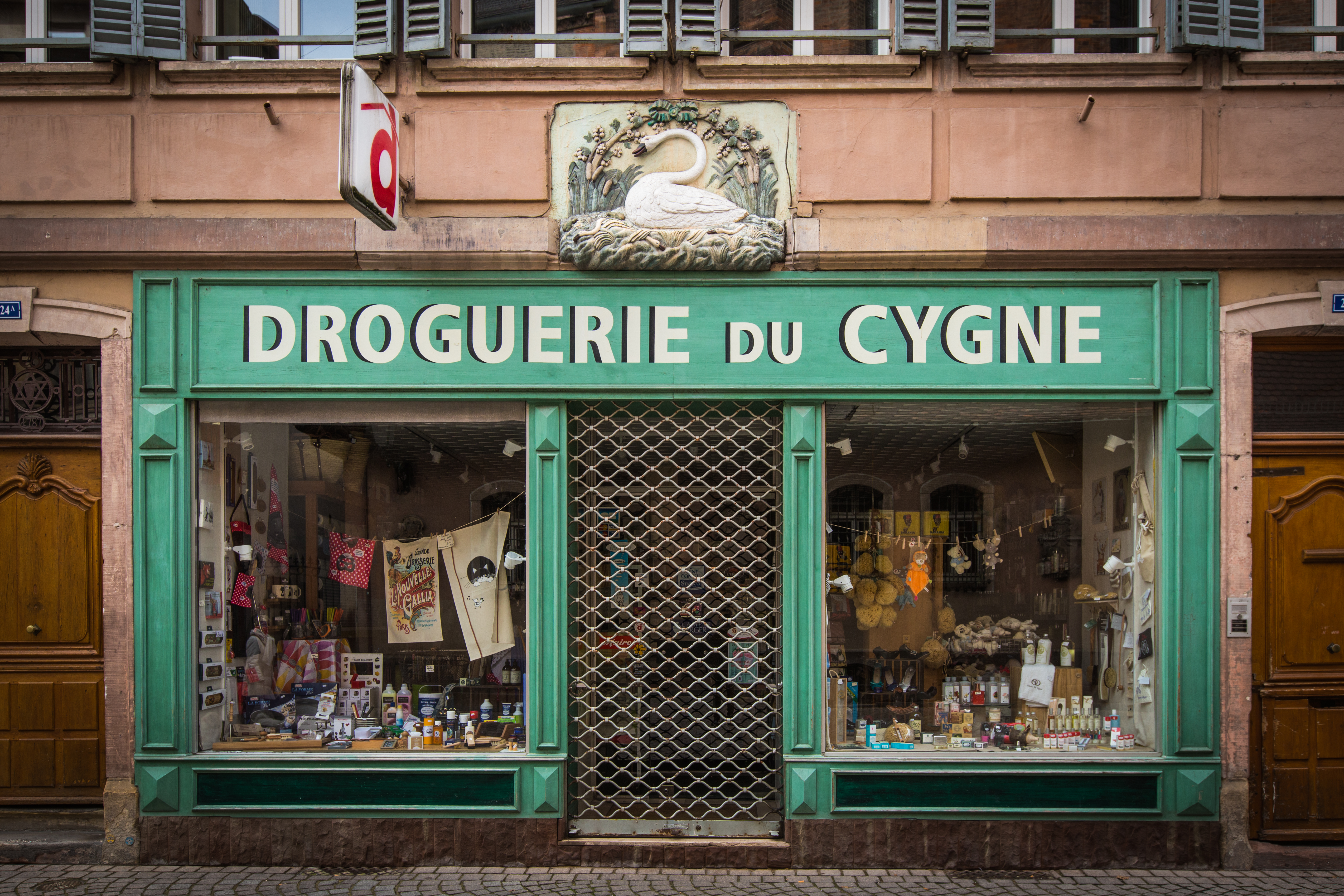
Drogeria w Strasburgu

Drogeria – sklep z kosmetykami, a także z innymi artykułami chemicznymi. Nazwa pochodzi od francuskiego droguerie.